# Betriebssportgemeinschaft Chemie Leipzig 2022-2023
Questa voce raccoglie le informazioni riguardanti il Betriebssportgemeinschaft Chemie Leipzig nelle competizioni ufficiali della stagione 2022-2023.

## Stagione
Nella stagione 2022-2023 il Chemie Lipsia, allenato da Miroslav Jagatic, concluse il campionato di Regionalliga Nordest al 7º posto.

## Rosa
| N. |                         | Ruolo | Calciatore       |
| -- | ----------------------- | ----- | ---------------- |
| 1  | Germania (bandiera)     | P     | Benjamin Bellot  |
| 2  | Germania (bandiera)     | D     | Florian Brügmann |
| 4  | Germania (bandiera)     | D     | Manuel Wajer     |
| 7  | Germania (bandiera)     | C     | Alexander Bury   |
| 8  | Germania (bandiera)     | C     | Tarik Reinhard   |
| 9  | Germania (bandiera)     | A     | Timo Mauer       |
| 10 | Germania (bandiera)     | A     | Dennis Mast      |
| 11 | Germania (bandiera)     | D     | Lucas Surek      |
| 12 | Germania (bandiera)     | P     | Jonas Janke      |
| 13 | Germania (bandiera)     | D     | Benjamin Schmidt |
| 14 | RD del Congo (bandiera) | C     | Manassé Eshele   |
| 16 | Germania (bandiera)     | C     | Ben Keßler       |

| N. |                     | Ruolo | Calciatore         |
| -- | ------------------- | ----- | ------------------ |
| 18 | Germania (bandiera) | C     | Philipp Wendt      |
| 19 | Germania (bandiera) | C     | Max Keßler         |
| 20 | Germania (bandiera) | A     | Florian Kirstein   |
| 22 | Germania (bandiera) | P     | Till Jagodzik      |
| 23 | Germania (bandiera) | D     | Anton Kanther      |
| 27 | Germania (bandiera) | A     | Janik Mäder        |
| 28 | Germania (bandiera) | D     | Philipp Harant     |
| 29 | Germania (bandiera) | D     | Tom Müller         |
| 33 | Germania (bandiera) | A     | Denis Jäpel        |
| 37 | Germania (bandiera) | D     | Maximilian Jagatic |
| 39 | Germania (bandiera) | C     | Paul Horschig      |

## Organigramma societario
Area tecnica
- Allenatore: Miroslav Jagatic
- Allenatore in seconda: Stefan Karau, Christian Sobottka
- Preparatore dei portieri: Harald Bellot, Markus Dölz
- Preparatori atletici:
- Analisi video:

## Calciomercato

### Sessione estiva
| Acquisti | Acquisti           | Acquisti           | Acquisti |
| R.       | Nome               | da                 | Modalità |
| -------- | ------------------ | ------------------ | -------- |
| C        | Mateo Andačić      | Kickers Offenbach  |          |
| C        | Manassé Eshele     | Union Fürstenwalde |          |
| D        | Philipp Harant     | Berliner AK 07     |          |
| D        | Maximilian Jagatic | Chemie Lipsia II   |          |
| A        | Janik Mäder        | Energie Cottbus    |          |

| Cessioni | Cessioni       | Cessioni | Cessioni |
| R.       | Nome           | a        | Modalità |
| -------- | -------------- | -------- | -------- |
| D        | Isidor Akpeko  | Heider   |          |
| C        | Anes Osmanoski | Türkgücü |          |

### Sessione invernale
| Acquisti | Acquisti | Acquisti | Acquisti |
| R.       | Nome     | da       | Modalità |
| -------- | -------- | -------- | -------- |

| Cessioni | Cessioni        | Cessioni             | Cessioni |
| R.       | Nome            | a                    | Modalità |
| -------- | --------------- | -------------------- | -------- |
| C        | Mateo Andačić   | Vukovar              |          |
| D        | Simran Dhaliwal | Germania Halberstadt |          |

## Risultati

### Regionalliga Nordest

#### Girone di andata
| Arbitro: | Jessen |

|                                                |           |                         |
| Frahn 20’ Çakmak 49’ Steinborn 62’ Gladrow 67’ | Marcatori | 39’ Brügmann 61’ Eshele |

| Arbitro: | Bartnitzki |

|                   |           |                        |
| Eshele 43’ (rig.) | Marcatori | 75’ Shoshi 83’ Ciğerci |

| Arbitro: | Allwardt |

|                       |           |                      |
| Becker 15’ Plumpe 24’ | Marcatori | 56’ Eshele 63’ Mäder |

| Arbitro: | Ostrin |

|                                  |           |                           |
| Wendt 13’ Mäder 38’ Brügmann 73’ | Marcatori | 77’ Adekunle 90’ Owczarek |

| Arbitro: | Kohnert |

|  |           |           |
|  | Marcatori | 90’ Jäpel |

| Arbitro: | Ostrin |

|                         |           |            |
| Horschig 15’ Eshele 48’ | Marcatori | 74’ Seaton |

| Arbitro: | Jessen |

|  |           |          |
|  | Marcatori | 80’ Mast |

| Arbitro: | Kohnert |

|            |           |  |
| Harant 67’ | Marcatori |  |

| Arbitro: | Ostrin |

|                                            |           |  |
| Ogbidi 37’ Pfeffer 88’ (rig.) Rangelov 90’ | Marcatori |  |

| Arbitro: | Hagemann |

|                                       |           |                                    |
| Jäpel 12’, 72’ Kirstein 75’ Wajer 89’ | Marcatori | 9’ Abdullatif 81’ (rig.) Scherhant |

| Arbitro: | Ventzke |

|  |           |                       |
|  | Marcatori | 2’ Jäpel 90’ Kirstein |

| Arbitro: | Butterich |

|                                             |           |  |
| Kirstein 15’ Jäpel 57’ Harant 66’ Surek 84’ | Marcatori |  |

| Arbitro: | Lukawski |

|                 |           |                         |
| Kargbo 59’, 90’ | Marcatori | 10’ Eshele 73’ Brügmann |

| Arbitro: | Kluge |

|                  |           |             |
| Mäder 40’ (rig.) | Marcatori | 86’ Zogjani |

| Arbitro: | Ventzke |

|              |           |                             |
| Hlynianyi 4’ | Marcatori | 33’ (rig.) Eshele 71’ Jäpel |

| Arbitro: | Wien |

|            |           |              |
| Harant 47’ | Marcatori | 49’ Felßberg |

| Arbitro: | Kohnert |

|                 |           |  |
| Wähling 4’, 41’ | Marcatori |  |

#### Girone di ritorno
| Arbitro: | Bartnitzki |

|           |           |               |
| Mauer 14’ | Marcatori | 71’ Steinborn |

| Arbitro: | Hagemann |

|                                      |           |  |
| Uzan 23’, 25’ Oudenne 43’ Mensah 81’ | Marcatori |  |

| Arbitro: | Butterich |

|            |           |                                 |
| Eshele 64’ | Marcatori | 30’ Butendeich 34’ (rig.) Flath |

| Berlino 18 febbraio 2023, ore 13:00 CET 21ª giornata | Lichtenberg 47 | 0 – 0 referto | Chemie Lipsia | HOWOGE-Arena (1 146 spett.)\| Arbitro: \| Lukawski \| |
| Arbitro:                                             | Lukawski       |               |               |                                                       |

| Arbitro: | Vierock |

|                                      |           |  |
| Surek 47’ Mäder 51’ Jäpel 67’ (rig.) | Marcatori |  |

| Arbitro: | Ventzke |

|          |           |                     |
| Lang 88’ | Marcatori | 7’ Mauer 89’ Eshele |

| Arbitro: | Jessen |

|                                 |           |  |
| Mäder 42’ (rig.) Mauer 56’, 75’ | Marcatori |  |

| Arbitro: | Hagemann |

|                        |           |  |
| Dedidis 29’ Dahlke 90’ | Marcatori |  |

| Lipsia 2 aprile 2023, ore 16:00 CEST 26ª giornata | Chemie Lipsia | 0 – 0 referto | Lokomotive Lipsia | Alfred-Kunze-Sportpark (4 999 spett.)\| Arbitro: \| Allwardt \| |
| Arbitro:                                          | Allwardt      |               |                   |                                                                 |

| Arbitro: | Bartnitzki |

|                                |           |  |
| Aksakal 9’ Kesik 20’ Rölke 27’ | Marcatori |  |

| Arbitro: | Lämmchen |

|              |           |             |
| Kirstein 15’ | Marcatori | 30’ Theisen |

| Arbitro: | Rose |

|  |           |                    |
|  | Marcatori | 8’ Surek 32’ Mauer |

| Arbitro: | Beblik |

|                                   |           |           |
| Kirstein 13’ Mäder 32’ A.Bury 87’ | Marcatori | 59’ Koçer |

| Arbitro: | Rauschenberg |

|                              |           |              |
| Beck 4’ Reher 38’ Suljić 62’ | Marcatori | 56’ Kirstein |

| Arbitro: | Wartmann |

|                       |           |                         |
| Kirstein 9’ Surek 75’ | Marcatori | 78’ Kuhnhold 90’ Malina |

| Arbitro: | Jessen |

|                         |           |                        |
| Seidemann 10’ Osawe 27’ | Marcatori | 71’ Mauer 82’ Kirstein |

| Lipsia 28 maggio 2023, ore 13:20 CEST 34ª giornata | Chemie Lipsia | 0 – 0 referto | Energie Cottbus | Alfred-Kunze-Sportpark (4 999 spett.)\| Arbitro: \| Rauschenberg \| |
| Arbitro:                                           | Rauschenberg  |               |                 |                                                                     |

## Statistiche

### Statistiche di squadra
| Competizione | Punti | In casa | In casa | In casa | In casa | In casa | In casa | In trasferta | In trasferta | In trasferta | In trasferta | In trasferta | In trasferta | Totale | Totale | Totale | Totale | Totale | Totale | DR |
| Competizione | Punti | G       | V       | N       | P       | Gf      | Gs      | G            | V            | N            | P            | Gf           | Gs           | G      | V      | N      | P      | Gf     | Gs     | DR |
| ------------ | ----- | ------- | ------- | ------- | ------- | ------- | ------- | ------------ | ------------ | ------------ | ------------ | ------------ | ------------ | ------ | ------ | ------ | ------ | ------ | ------ | -- |
| Regionalliga | 53    | 17      | 8       | 7       | 2       | 31      | 16      | 17           | 6            | 4            | 7            | 19           | 29           | 34     | 14     | 11     | 9      | 50     | 45     | +5 |
| Totale       | 53    | 17      | 8       | 7       | 2       | 31      | 16      | 17           | 6            | 4            | 7            | 19           | 29           | 34     | 14     | 11     | 9      | 50     | 45     | +5 |

### Andamento in campionato
| Giornata  | 1  | 2  | 3  | 4  | 5  | 6 | 7 | 8 | 9 | 10 | 11 | 12 | 13 | 14 | 15 | 16 | 17 | 18 | 19 | 20 | 21 | 22 | 23 | 24 | 25 | 26 | 27 | 28 | 29 | 30 | 31 | 32 | 33 | 34 |
| --------- | -- | -- | -- | -- | -- | - | - | - | - | -- | -- | -- | -- | -- | -- | -- | -- | -- | -- | -- | -- | -- | -- | -- | -- | -- | -- | -- | -- | -- | -- | -- | -- | -- |
| Luogo     | T  | C  | T  | C  | T  | C | T | C | T | C  | T  | C  | T  | C  | T  | C  | T  | C  | T  | C  | T  | C  | T  | C  | T  | C  | T  | C  | T  | C  | T  | C  | T  | C  |
| Risultato | P  | P  | N  | V  | V  | V | V | V | P | V  | V  | V  | N  | N  | V  | N  | P  | N  | P  | P  | N  | V  | V  | V  | P  | N  | P  | N  | V  | V  | P  | N  | N  | N  |
| Posizione | 14 | 15 | 15 | 10 | 10 | 8 | 6 | 3 | 8 | 6  | 6  | 5  | 4  | 5  | 3  | 4  | 4  | 6  | 8  | 10 | 9  | 7  | 7  | 5  | 6  | 7  | 7  | 8  | 8  | 6  | 7  | 7  | 7  | 7  |

Legenda:

Luogo: C = Casa; T = Trasferta. Risultato: V = Vittoria; N = Pareggio; P = Sconfitta.

### Statistiche dei giocatori
| M. Andačić  | 3  | 0 | 0 | 0 |
| B. Bellot   | 32 | 0 | 2 | 0 |
| F. Brügmann | 33 | 3 | 8 | 0 |
| A. Bury     | 29 | 1 | 3 | 1 |
| S. Dhaliwal | 0  | 0 | 0 | 0 |
| M. Eshele   | 31 | 8 | 8 | 0 |
| P. Harant   | 31 | 3 | 8 | 0 |
| P. Horschig | 31 | 1 | 6 | 0 |
| M. Jagatic  | 7  | 0 | 0 | 0 |
| T. Jagodzik | 0  | 0 | 0 | 0 |
| J. Janke    | 2  | 0 | 0 | 0 |
| D. Jäpel    | 33 | 7 | 2 | 0 |
| A. Kanther  | 23 | 0 | 2 | 0 |
| B. Keßler   | 21 | 0 | 0 | 0 |
| M. Keßler   | 14 | 0 | 0 | 0 |
| F. Kirstein | 20 | 8 | 2 | 0 |
| D. Mast     | 32 | 1 | 7 | 0 |
| T. Mauer    | 31 | 6 | 5 | 0 |
| J. Mäder    | 31 | 6 | 1 | 0 |
| T. Müller   | 4  | 0 | 0 | 0 |
| T. Reinhard | 1  | 0 | 0 | 0 |
| B. Schmidt  | 4  | 0 | 0 | 0 |
| L. Surek    | 33 | 4 | 8 | 0 |
| M. Wajer    | 22 | 1 | 2 | 0 |
| P. Wendt    | 29 | 1 | 7 | 0 |